# Metoda sita liczbowego
Metoda sita liczbowego (ang. Rational Sieve) – algorytm rozkładu liczb na czynniki pierwsze. Jest uproszczoną wersją algorytmu GNFS, znacznie mniej efektywną od pełnej wersji. Mimo niepraktyczności jest jednak znacznie prostszy od ogólnej wersji i jego zrozumienie jest przydatne przed opanowaniem zasady działania GNFS.

## Metoda
Chcąc znaleźć czynniki liczby złożonej {\displaystyle n,} należy wybrać granicę {\displaystyle B} i określić bazę czynników {\displaystyle (P),} zawierającą wszystkie liczby pierwsze mniejsze niż {\displaystyle B.} Następnie trzeba wyszukać liczby naturalne {\displaystyle z,} takie że zarówno {\displaystyle z,} jak i {\displaystyle z+n} są B-gładkie (ich czynniki pierwsze są nie większe niż {\displaystyle B}). Każda taka liczba definiuje pewną relację modulo {\displaystyle n,} pomiędzy elementami {\displaystyle P,} w postaci:
{\displaystyle \prod _{p_{i}\in P}p_{i}^{a_{i}}\equiv \prod _{p_{i}\in P}p_{i}^{b_{i}}\;(\operatorname {mod} n)}
(gdzie {\displaystyle a_{i}} i {\displaystyle b_{i}} są pewnymi nieujemnymi liczbami całkowitymi).
Kiedy zostanie wyszukanych wystarczająco wiele takich relacji (zwykle oznacza to, że trzeba znaleźć ich więcej niż jest elementów w {\displaystyle P}), można znaleźć wśród nich podzbiór, którego pomnożenie da parzyste wykładniki po obu stronach równości. Pozwala to otrzymać relację postaci {\displaystyle a^{2}\equiv b^{2}\;(\operatorname {mod} n),} które można przekształcić na faktoryzację:
{\displaystyle n=\operatorname {NWD} \,(a-b,n)\cdot \operatorname {NWD} \,(a+b,n).}
Otrzymana faktoryzacja może być trywialna np. {\displaystyle n=n\cdot 1} – w takim wypadku szukamy innej kombinacji relacji. Po znalezieniu pierwszej nietrywialnej kombinacji algorytm kończy działanie.

## Przykład
Szukany jest rozkład na czynniki pierwsze {\displaystyle n=35.} Ustalona została baza czynników {\displaystyle P=\{2,3,11,13,17,19\}} – nie może ona zawierać liczb 5 ani 7, gdyż są one dzielnikami 35. Gdyby się na takie natrafiło, reszta algorytmu nie byłaby potrzebna. Jeśli w zbiorze {\displaystyle P} nie ma czynników liczby {\displaystyle n,} to następuje losowanie wartości {\displaystyle z,} aż zbierze się wystarczającą ich ilość. W tym przypadku wylosowano liczby 1, 3, 4, 9, 13, 19 i 22. W rezultacie otrzymuje się następujące relacje (mod 35):
2030110130190 =  1 ≡ 36 = 2232110130190.............(1)
2031110130190 =  3 ≡ 38 = 2130110130191.............(2)
2230110130190 =  4 ≡ 39 = 2031110131190.............(3)
2032110130190 =  9 ≡ 44 = 2230111130190.............(4)
2030110131190 = 13 ≡ 48 = 2431110130190.............(5)
2030110130191 = 19 ≡ 54 = 2133110130190.............(6)
2130111130190 = 22 ≡ 57 = 2031110130191.............(7)
Można teraz na różne sposoby połączyć je, tak aby uzyskać parzyste wykładniki:
{\displaystyle 2\cdot 4\cdot 7{:}} ten iloczyn upraszcza się do {\displaystyle 3^{2}\equiv 2^{2}\ 19^{2},} lub {\displaystyle 3^{2}\equiv 38^{2}.} Wynikową faktoryzacją jest
{\displaystyle 35=\operatorname {NWD} \,(38-3,35)\cdot \operatorname {NWD} \,(38+3,35)=35\cdot 1.}
Jest ona trywialna, więc należy szukać dalej.
{\displaystyle 1{:}} to sprowadza się do {\displaystyle 6^{2}\equiv 1^{2},} co daje faktoryzację
{\displaystyle 35=\operatorname {NWD} \,(6-1,35)\cdot \operatorname {NWD} \,(6+1,35)=5\cdot 7.}
Czynniki zostały znalezione!
Należy zauważyć, że nie zostały użyte inne potencjalne kombinacje, jak np. {\displaystyle 3\cdot 5} i {\displaystyle 2\cdot 6.}

## Ograniczenia algorytmu
Algorytm ten, podobnie jak GNFS, nie może znaleźć czynników dla liczb postaci {\displaystyle p^{m},} gdzie {\displaystyle p} jest liczbą pierwszą, a {\displaystyle m} jest całkowite. Nie jest to jednak duży problem, ponieważ można szybko sprawdzić czy {\displaystyle n} jest tej postaci.
Większym problemem jest znalezienie wystarczającej liczby potrzebnych wartości {\displaystyle z.} Dla danego {\displaystyle B,} liczby {\displaystyle B}-gładkie stają się bardzo rzadkie wraz ze wzrostem {\displaystyle n.} Jeśli zaczyna się od {\displaystyle n} mającego ponad 100 cyfr, znalezienie choć jednej takiej liczby jest praktycznie niemożliwe. Przewaga GNFS tkwi w tym, że szuka on liczb gładkich nie rzędu {\displaystyle n,} ale rzędu {\displaystyle n^{1/d}} dla pewnej liczby {\displaystyle d} (zwykle 3 albo 5).